# María, duquesa de Auvernia
María de Berry (1375-junio de 1434) fue duquesa soberana de Auvernia y condesa de Montpensier en 1416-1434. Era hija de Juan, duque de Berry, y Juana de Armagnac. Se casó tres veces. Fue administradora del Ducado de Borbón para su tercer esposo Juan I, duque de Borbón, durante su encarcelamiento en Inglaterra tras su captura después de la derrota francesa en la batalla de Azincourt en 1415, hasta 1434.

## Vida
María nació alrededor del año 1375, era la hija menor de Juan "el Magnífico", duque de Berry y Juana de Armagnac. A través de su padre, que era un gran coleccionista de antigüedades, mecenas artístico y bibliófilo, era nieta del rey Juan II de Francia. Tenía tres hermanos: Carlos, Luis y Juan; Y una hermana mayor, Bona.

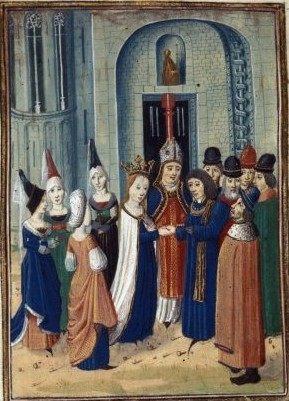
Boda de Felipe de Artois y Marie de Auvernia. Jean Froissart, Chroniques: BL Harleian MS 4380 f. 6r

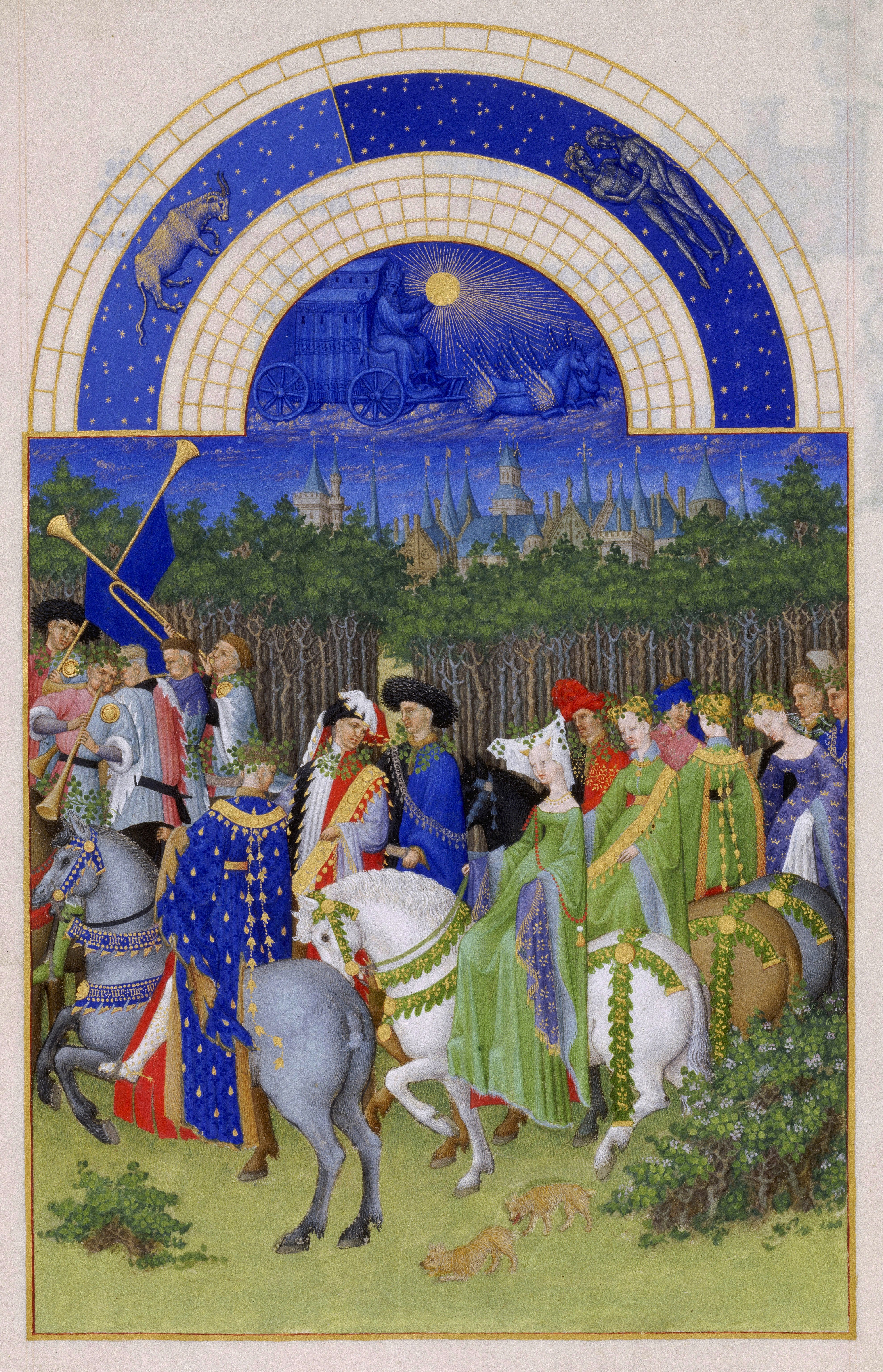
El mes de mayo. María de Berry se ve en el centro del primer plano, montando un caballo blanco, durante su matrimonio con Juan de Borbón. El Palais de la Cité donde se casó puede ser el edificio en el centro del fondo.Las muy ricas horas del Duque de Berry: Musée Condé

### Condesa consorte de Châtillon
El primero de los tres matrimonios de María tuvo lugar el 29 de mayo de 1386 en la catedral de Saint-Etienne en Bourges: a los 11 años, María se casó con Louis III de Châtillon su primer marido. El padre de María le dio una dote de 70.000 francos; Dio a Luis, su yerno, el condado de Dunois. El matrimonio y el ajuar fueron acordados por los dos padres en 1384: "Un duque la vestirá, en la cama y fuera de ella, y un conde le pondrá las joyas", Juan Duque de Berry y Guy Conde de Blois-Châtillon acordaron así. Las fiestas en la boda de ces jeunes enfants ("de estos niños pequeños") se describen en las Crónicas de Jean Froissart.

### Condesa de Eu
No hubo hijos de este matrimonio, y Luis murió el 15 de julio de 1391. El 27 de enero de 1393 se hizo un contrato de matrimonio para María y Felipe de Artois, Conde de Eu. Se casaron el mes siguiente en el Palacio del Louvre de París; El rey Carlos VI de Francia pagó por las fiestas, mientras que su padre le dio una dote de 70.000 francos. María tenía unos 18 años; Felipe tenía unos 35 años, habiendo nacido en 1358. El rey nombró a Felipe Condestable en 1392 y se marchó a las Cruzadas donde luchó junto a su amigo Juan Le Maingre (Boucicaut), mariscal de Francia en la desastrosa Batalla de Nicópolis el 25 de septiembre de 1396. Ambos fueron capturados, y Felipe murió unos meses más tarde en cautiverio en Micalizo, ahora llamado Mihalıççık, en el oeste de Turquía.
Después de la muerte de Felipe "inter Sarracenos" ("entre los sarracenos"), su cuerpo fue llevado de vuelta a Eu, su ciudad natal, y María dio una dotación de 100 francos anuales a la Iglesia Colegial de Notre-Dame-et-Saint-Laurent para una misa anual a celebrarse allí el 17 de junio en su memoria. Su hijo mayor, Felipe, murió el 23 de diciembre del mismo año y también está enterrado en Eu. Conjuntamente con su cuñada viuda, Jeanne de Thouars, Marie fue nombrada tutora de los tres hijos sobrevivientes de su matrimonio con Felipe: Carlos, Bona y Catalina.  Con sólo tres años, Carlos sucedió a su padre como Conde de Eu. Se mantuvieron sus rentas hasta que llegó a la mayoría de edad por tres fideicomisarios: la misma María, su padre, y su tío Felipe II el Audaz, duque de Borgoña.

### Duquesa consorte de Borbón
María se casó con su tercer marido Juan de Borbón en el "Palacio del Rey" (La Conciergerie) en París el 21 de junio de 1401. El contrato había sido firmado en París el 27 de mayo de 1400 después de complejas negociaciones. Le dio tres hijos. Fue nombrado Gran chambelán de Francia el 18 de marzo de 1408 y sucedió a su padre como duque de Borbón el 19 de agosto de 1410. El padre de María había persuadido al rey Carlos VI de no ir a la batalla de Azincourt el 25 de octubre de 1415, pero el marido de María no le escuchó, fue a combatir, fue capturado y pasó el resto de su vida en cautiverio inglés.
Se cree que María está representada en una o posiblemente dos miniaturas a página completa en Las muy ricas horas del Duque de Berry, un manuscrito elaborado para su padre en los años posteriores a la muerte de sus hijos. En la ilustración del mes de abril, los jóvenes nobles en primer plano se agrupan en torno a una pareja que están en un corteo casarse. Según Patricia Stirnemann, refiriéndose a Saint-Jean Boudin, la escena, aunque no fue pintada hasta alrededor de 1410, representa el compromiso de María con Juan de Borbón en 1401. Raymond Cazelles discute esto, argumentando que la pareja sería la sobrina de María Bona de Armagnac y Carlos I de Orleans, duque de Orléans, que se casaría en 1411. Se representa una celebración del Primero de Mayo entre los nobles en primer plano de la ilustración para el mes de mayo. Los detalles parecen confirmar que la Casa de Borbón está representada.
Un manuscrito hecho específicamente para María que le fue regalado en 1406 sobrevive hoy en día como BnF, fr. 926. Es una colección corta de obras devocionales cristianas, comenzando con el Estimulus amoris de Buenaventura, traducido al francés por Simon de Courcy como el Traitéy de l'esguillon d'amour divine. Incluye una miniatura de María y su hija Bona (de unos diez años en este momento) arrodillándose en oración ante la Virgen María. Marie también seleccionó unos 40 manuscritos de la colección de su padre a su muerte, ya que todavía le debían los 70.000 francos de dote de su segundo matrimonio.

### Duquesa de Auvernia y condesa de Montpensier
Los tres hermanos de María habían muerto antes de 1400, lo que explica la complejidad de las negociaciones para su tercer matrimonio: ella y su hermana mayor, Bona, eran las herederas de los títulos de John de Berry, lo que requería el asentimiento real.Autrand, 2000:section "Marie" and footnotes 360-361</ref> Juan de Berry murió el 15 de junio de 1416 (cuando el marido de María ya estaba prisionero en Inglaterra). María fue designada duquesa de Auvernia y condesa de Montpensier el 26 de abril de 1418; estos títulos fueron confirmados en 1425. El 17 de enero de 1421, su marido también le nombró administradora de sus propiedades.  Murió prisionero en Londres en enero de 1434.  María murió en Lyon en una fecha desconocida en junio del mismo año. Fue enterrada en el Priorato de Souvigny.

## Familia
- Luis III de Châtillon
- Felipe de Artois, conde de Eu (1358–1397)
  - Felipe (m.23 de diciembre de 1397)
  - Carlos de Artois, conde de Eu (c. 1394–1472)
  - Bona (1396–1425), se casó en primer lugar con Felipe, conde de Nevers (1389 -1415), hijo menor de Felipe, duque de Borgoña; y en segundo lugar Felipe el Bueno, Duque de Borgoña (1396 -1467).
  - Catalina (1397–1422?), que se casó con Juan de Borbón, Señor de Carency.
- Juan I de Borbón
  - Carlos I de Borbón (1401–1456)
  - Juan (1403–1412, París), conde de Forez
  - Luis I de Montpensier (1405–1486)

## Ancestros
|  |                                              |  |  |  |  |  |  |  |  |  |  |  |  |  |  |  |
|  | 16. Carlos de Valois                         |  |  |  |  |  |  |  |  |  |  |  |  |  |  |  |
|  |                                              |  |  |  |  |  |  |  |  |  |  |  |  |  |  |  |
|  |                                              |  |  |  |  |  |  |  |  |  |  |  |  |  |  |  |
|  | 8. Felipe VI de Francia                      |  |  |  |  |  |  |  |  |  |  |  |  |  |  |  |
|  |                                              |  |  |  |  |  |  |  |  |  |  |  |  |  |  |  |
|  |                                              |  |  |  |  |  |  |  |  |  |  |  |  |  |  |  |
|  | 17. Margarita de Anjou-Sicilia               |  |  |  |  |  |  |  |  |  |  |  |  |  |  |  |
|  |                                              |  |  |  |  |  |  |  |  |  |  |  |  |  |  |  |
|  |                                              |  |  |  |  |  |  |  |  |  |  |  |  |  |  |  |
|  | 4. Juan II de Francia                        |  |  |  |  |  |  |  |  |  |  |  |  |  |  |  |
|  |                                              |  |  |  |  |  |  |  |  |  |  |  |  |  |  |  |
|  |                                              |  |  |  |  |  |  |  |  |  |  |  |  |  |  |  |
|  | 18. Roberto II de Borgoña                    |  |  |  |  |  |  |  |  |  |  |  |  |  |  |  |
|  |                                              |  |  |  |  |  |  |  |  |  |  |  |  |  |  |  |
|  |                                              |  |  |  |  |  |  |  |  |  |  |  |  |  |  |  |
|  | 9. Juana de Borgoña                          |  |  |  |  |  |  |  |  |  |  |  |  |  |  |  |
|  |                                              |  |  |  |  |  |  |  |  |  |  |  |  |  |  |  |
|  |                                              |  |  |  |  |  |  |  |  |  |  |  |  |  |  |  |
|  | 19. Inés de Francia, duquesa de Borgoña      |  |  |  |  |  |  |  |  |  |  |  |  |  |  |  |
|  |                                              |  |  |  |  |  |  |  |  |  |  |  |  |  |  |  |
|  |                                              |  |  |  |  |  |  |  |  |  |  |  |  |  |  |  |
|  | 2. Juan, Duque de Berry                      |  |  |  |  |  |  |  |  |  |  |  |  |  |  |  |
|  |                                              |  |  |  |  |  |  |  |  |  |  |  |  |  |  |  |
|  |                                              |  |  |  |  |  |  |  |  |  |  |  |  |  |  |  |
|  | 20. Enrique VII del Imperio Romano Germánico |  |  |  |  |  |  |  |  |  |  |  |  |  |  |  |
|  |                                              |  |  |  |  |  |  |  |  |  |  |  |  |  |  |  |
|  |                                              |  |  |  |  |  |  |  |  |  |  |  |  |  |  |  |
|  | 10. Juan I de Bohemia                        |  |  |  |  |  |  |  |  |  |  |  |  |  |  |  |
|  |                                              |  |  |  |  |  |  |  |  |  |  |  |  |  |  |  |
|  |                                              |  |  |  |  |  |  |  |  |  |  |  |  |  |  |  |
|  | 21. Margarita de Brabante                    |  |  |  |  |  |  |  |  |  |  |  |  |  |  |  |
|  |                                              |  |  |  |  |  |  |  |  |  |  |  |  |  |  |  |
|  |                                              |  |  |  |  |  |  |  |  |  |  |  |  |  |  |  |
|  | 5. Bona de Luxemburgo                        |  |  |  |  |  |  |  |  |  |  |  |  |  |  |  |
|  |                                              |  |  |  |  |  |  |  |  |  |  |  |  |  |  |  |
|  |                                              |  |  |  |  |  |  |  |  |  |  |  |  |  |  |  |
|  | 22. Wenceslao II de Bohemia                  |  |  |  |  |  |  |  |  |  |  |  |  |  |  |  |
|  |                                              |  |  |  |  |  |  |  |  |  |  |  |  |  |  |  |
|  |                                              |  |  |  |  |  |  |  |  |  |  |  |  |  |  |  |
|  | 11. Isabel de Bohemia                        |  |  |  |  |  |  |  |  |  |  |  |  |  |  |  |
|  |                                              |  |  |  |  |  |  |  |  |  |  |  |  |  |  |  |
|  |                                              |  |  |  |  |  |  |  |  |  |  |  |  |  |  |  |
|  | 23. Judith de Habsburgo                      |  |  |  |  |  |  |  |  |  |  |  |  |  |  |  |
|  |                                              |  |  |  |  |  |  |  |  |  |  |  |  |  |  |  |
|  |                                              |  |  |  |  |  |  |  |  |  |  |  |  |  |  |  |
|  | 1. María, Duquesa de Auvernia                |  |  |  |  |  |  |  |  |  |  |  |  |  |  |  |
|  |                                              |  |  |  |  |  |  |  |  |  |  |  |  |  |  |  |
|  |                                              |  |  |  |  |  |  |  |  |  |  |  |  |  |  |  |
|  | 24. Gerald VI                                |  |  |  |  |  |  |  |  |  |  |  |  |  |  |  |
|  |                                              |  |  |  |  |  |  |  |  |  |  |  |  |  |  |  |
|  |                                              |  |  |  |  |  |  |  |  |  |  |  |  |  |  |  |
|  | 12. Bernardo VI                              |  |  |  |  |  |  |  |  |  |  |  |  |  |  |  |
|  |                                              |  |  |  |  |  |  |  |  |  |  |  |  |  |  |  |
|  |                                              |  |  |  |  |  |  |  |  |  |  |  |  |  |  |  |
|  | 25. Matilde de Béarn                         |  |  |  |  |  |  |  |  |  |  |  |  |  |  |  |
|  |                                              |  |  |  |  |  |  |  |  |  |  |  |  |  |  |  |
|  |                                              |  |  |  |  |  |  |  |  |  |  |  |  |  |  |  |
|  | 6. Juan I de Armagnac                        |  |  |  |  |  |  |  |  |  |  |  |  |  |  |  |
|  |                                              |  |  |  |  |  |  |  |  |  |  |  |  |  |  |  |
|  |                                              |  |  |  |  |  |  |  |  |  |  |  |  |  |  |  |
|  | 26. Henri II                                 |  |  |  |  |  |  |  |  |  |  |  |  |  |  |  |
|  |                                              |  |  |  |  |  |  |  |  |  |  |  |  |  |  |  |
|  |                                              |  |  |  |  |  |  |  |  |  |  |  |  |  |  |  |
|  | 13. Cecilia de Rodez                         |  |  |  |  |  |  |  |  |  |  |  |  |  |  |  |
|  |                                              |  |  |  |  |  |  |  |  |  |  |  |  |  |  |  |
|  |                                              |  |  |  |  |  |  |  |  |  |  |  |  |  |  |  |
|  | 27. Mascarose de Comminges                   |  |  |  |  |  |  |  |  |  |  |  |  |  |  |  |
|  |                                              |  |  |  |  |  |  |  |  |  |  |  |  |  |  |  |
|  |                                              |  |  |  |  |  |  |  |  |  |  |  |  |  |  |  |
|  | 3. Juana de Armagnac                         |  |  |  |  |  |  |  |  |  |  |  |  |  |  |  |
|  |                                              |  |  |  |  |  |  |  |  |  |  |  |  |  |  |  |
|  |                                              |  |  |  |  |  |  |  |  |  |  |  |  |  |  |  |
|  | 28. Roberto de Clermont                      |  |  |  |  |  |  |  |  |  |  |  |  |  |  |  |
|  |                                              |  |  |  |  |  |  |  |  |  |  |  |  |  |  |  |
|  |                                              |  |  |  |  |  |  |  |  |  |  |  |  |  |  |  |
|  | 14. Juan de Clermont                         |  |  |  |  |  |  |  |  |  |  |  |  |  |  |  |
|  |                                              |  |  |  |  |  |  |  |  |  |  |  |  |  |  |  |
|  |                                              |  |  |  |  |  |  |  |  |  |  |  |  |  |  |  |
|  | 29. Beatriz de Borgoña                       |  |  |  |  |  |  |  |  |  |  |  |  |  |  |  |
|  |                                              |  |  |  |  |  |  |  |  |  |  |  |  |  |  |  |
|  |                                              |  |  |  |  |  |  |  |  |  |  |  |  |  |  |  |
|  | 7. Beatriz de Clermont                       |  |  |  |  |  |  |  |  |  |  |  |  |  |  |  |
|  |                                              |  |  |  |  |  |  |  |  |  |  |  |  |  |  |  |
|  |                                              |  |  |  |  |  |  |  |  |  |  |  |  |  |  |  |
|  | 30. Renaud, Señor de Dargies                 |  |  |  |  |  |  |  |  |  |  |  |  |  |  |  |
|  |                                              |  |  |  |  |  |  |  |  |  |  |  |  |  |  |  |
|  |                                              |  |  |  |  |  |  |  |  |  |  |  |  |  |  |  |
|  | 15. Juana de Dargies                         |  |  |  |  |  |  |  |  |  |  |  |  |  |  |  |
|  |                                              |  |  |  |  |  |  |  |  |  |  |  |  |  |  |  |
|  |                                              |  |  |  |  |  |  |  |  |  |  |  |  |  |  |  |